# ديفيد دبليو. وليامز
ديفيد دبليو. وليامز (بالإنجليزية: David W. Williams)‏ هو محامي وقاضي أمريكي، ولد في 20 مارس 1910 في أتلانتا في الولايات المتحدة، وتوفي في 6 مايو 2000 في لوس أنجلوس في الولايات المتحدة.